# Teatro Massimo
Teatro Massimo, plným názvem Teatro Massimo Vittorio Emanuele, je operní scéna v italském městě Palermo na Sicílii. Stojí na náměstí Piazza Verdi. Jde o největší operní scénu v Itálii a v době svého otevření roku 1897 byla třetí největší v Evropě. Je známa svou vynikající akustikou. Budovu opery navrhl v neoklasicistním slohu italský architekt Giovan Battista Filippo Basile. Po jeho smrti v roce 1891 na stavbu dohlížel jeho syn, architekt Ernesto Basile. Stavba začala již roku 1874 a byla několikrát přerušena. Nakonec trvala 23 let. Opera byla slavnostně otevřena představením Verdiho Falstaffa pod taktovkou Leopolda Mugnoneho. Do operního domu se původně vešlo 3000 lidí, dnes má kapacitu 1387 míst. Dvě velké bronzové sochy lvů sedících vedle monumentálního vstupu do divadla na schodišti vytvořil sochař Mario Rutelli. V roce 1974 byla opera uzavřena kvůli rekonstrukci, která se však kvůli korupci, překročení nákladů a politickým bojům vlekla 23 let. Znovuotevřena byla opera v roce 1997, aby se stihlo stoleté výročí otevření. Regulérní operní sezóna však znovu až v roce 1999. V divadle se natáčely závěrečné scény filmu Francise Forda Coppoly Kmotr III nebo scény ze druhé série seriálu Bílý lotos.